# Irene Cózar
Irene Cózar Castellano es una bioquímica española nacida en 1974. Estudió en la Universidad de La Laguna el doctorado haciendo posteriormente una estancia postdoctoral en la Universidad de Pittsburgh (Estados Unidos) donde estudió regeneración y proliferación de las células que producen insulina, como terapia para a diabetes. En 2009 regresó a España por medio del programa Miguel Servet al Hospital Universitario Puerta del Mar en Cádiz donde vivió tres años y medio y donde desarrolló una línea de investigación relacionada con el estudio de la regeneración y función de las células que producen insulina. Desde junio de 2012 trabaja como investigadora con el programa Ramón y Cajal en el Instituto de Biología y Genética Molecular de la Universidad de Valladolid. Ella considera que la diabetes es la pandemia de la era moderna y que cualquier hallazgo que se pueda conseguir será positivo para todos aquellos que están afectados por esta patología.
Con sus palabras su sueño es: "Fortalecer nuestra línea de investigación y mantener mis colaboraciones para poder desarrollar una carrera sólida. Además de ayudar a crecer a mis tres hijos felices y plenos, compartiendo con ellos la apasionante aventura de 'crecer'.

## Carrera científica
Su carrera científica se ha basado en una lucha constante contra la diabetes melitus, en la cual el principal objetivo es evitar la pérdida de las células productoras de insulina (masa beta-pancreática). Para conseguir dicho objetivo siguen tres líneas de actuación:
1. Activación de la proliferación de la célula de un modo controlado.
2. Búsqueda de moléculas que estimulen la regeneración de las células beta-pancreáticas y las protejan.
3. Estudio de proteínas implicadas en la función de la célula beta-pancreática.

## Reconocimientos
En el año 2012 recibió el premio L'Oréal-Unesco "Por las mujeres en la ciencia" por realizar un proyecto dirigido a lograr que las personas afectadas de diabetes puedan vivir sin necesidad de administrarse insulina.